# يان أورت
هندريك يان أوت (بالهولندية: Jan Hendrik Oort)‏ (28 أبريل 1900 - 5 نوفمبر 1992) عالم فلك هولندي شهير. قدم العديد من الأسهامات المهمة في علم الفلك وكان رائدا في مجال علم الفلك الراديوي. في عام 1932 أصبح أول شخص يرصد دليلاً على وجود المادة المظلمة. حيث اكتشف يان أورت أن كثافة المادة بالقرب من الشمس شكلت ما يقرب من ضعف مما يمكن تفسيره من خلال وجود النجوم والغاز وحدهما. تحمل سحابة المذنبات أورت المحيطة بنظامنا الشمسي اسمه.